# 西川路
西川路，北宋时设置的路。
北宋初年置，治所在成都府（今四川省成都市）。辖境约当今四川省邛崃山、大渡河以东和陕西省汉中地区西部，贵州省大部，甘肃省、云南省、湖北省一小部。开宝六年（973年）分置峡西路（峡路），辖境缩小。太平兴国二年（977年）分为西川东、西二路。太平兴国七年又合为西川路。咸平四年（1001年）分西川为益州、利州二路。

## 帅臣
- 北宋益利路帅臣列表